# Архиепархия Гаруа
 Архиепархия Гаруа  (лат. Archidioecesis Garuensis) — архиепархия Римско-Католической церкви с центром в городе Гаруа, Камерун. В митрополию Гаруа входят епархии Йагуа, Маруа-Моколо, Нгаундере.

## История
9 января 1947 года Святой Престол учредил апостольскую префектуру Гаруа, выделив её из апостольского викариата Фумбана (сегодня — Епархия Нконгсамбы).
17 мая 1951 года апостольская префектура Гаруа передала часть своей территории в пользу возведения новой апостольской префектуры мунду (сегодня — Епархия Мунду).
24 марта 1953 года апостольская префектура Гаруа была преобразована в апостольский викариат.
14 сентября 1955 года Римский папа Пий XII выпустил буллу «Dum tantis», которой преобразовал апостольский викариат Гаруа в епархию. В этот же день епархия Гаруа вошла в митрополию Яунде.
19 декабря 1956 года епархия Гаруа передала часть своей территории для возведения апостольского викариат Палы (сегодня — Епархия Палы).
11 марта 1968 года епархия Гаруа передала часть своей территории в пользу возведения новых апостольских префектур Маруа-Моколо (сегодня — Епархия Маруа-Моколо) и Йагуа (сегодня — Епархия Йагуа).
18 марта 1982 года Римский папа Иоанн Павел II издал буллу «Eo magis catholica», которой возвёл епархию Гаруа в ранг архиепархии.
19 ноября 1982 года архиепархия Гаруа передала часть своей территории новой епархии Нгаундере.

## Ординарии архиепархии
- архиепископ Yves-Joseph-Marie Plumey (25.03.1947 — 17.03.1984);
- архиепископ Кристиан Вийган Туми (17.03.1984 — 31.08.1991) — назначен архиепископом Дуалы;
- архиепископ Antoine Ntalou (23.01.1992 — 2016).
- архиепископ Faustin Ambassa Ndjodo CICM (2016  - н. вр.)

## Источник
- Annuario Pontificio, Libreria Editrice Vaticana, Città del Vaticano, 2003, ISBN 88-209-7422-3
- Булла Dum tantis Архивная копия от 27 марта 2010 на Wayback Machine, AAS 48 (1956), стр. 113]  (лат.)
- Булла Eo magis catholica Архивная копия от 16 мая 2014 на Wayback Machine  (лат.)